# Niko Kovač
Niko Kovač (* 15. října 1971) je bývalý chorvatský reprezentační fotbalista, který během dospělé kariéry hrál za německé kluby Hertha BSC, Bayer Leverkusen, Hamburger SV nebo Bayern Mnichov. Od léta 2018 byl trenérem právě Bayernu Mnichov, v listopadu 2019 byl ale propuštěn.
Kovač byl třetím bývalým hráčem Bayernu, který se stál posléze jeho koučem (po Franzi Beckenbauerovi a Jürgenu Klinsmannovi a třetím Chorvatem na lavičce týmu po Zlatkovi Čajkovskim a Branko Zebecovi.
Po konci v Bayernu byl bez angažmá, v polovině července 2020 se pak domluvil na trénování klubu AS Monaco ve francouzské Ligue 1. V září 2020 u něj byla potvrzena nákaza nemocí covid-19. Koncem roku 2021 byl propuštěn z funkce trenéra AS Monaco. 1. ledna 2022 AS Monaco oznámilo jeho odchod z klubu. Nyní je trenérem VfL Wolfsburg.

## Klubová kariéra
Od roku 1991 do roku 1995 působil v berlínské Herthě, odkud přestoupil do klubu Bayer Leverkusen. V Leverkusenu se jeho spoluhráčem stal jeho mladší bratr Robert. V letech 1999 až 2001 působil v Hamburku. Za Hamburk nastoupil do 55 zápasů a dal celkem 12 branek.
Ve dvou sezónách (2001/02 a 2002/03) hrál za Bayern, ale natrvalo se do základní sestavy nedostal. V druhé sezóně však s týmem získal double, tedy vítězství v lize a i v poháru. Zasáhl do 34 utkání. V roce 2003 odešel zpět do Herthy, kde působil do roku 2006.

## Trenérská kariéra
Po ukončení aktivní kariéry se roku 2009 stal trenérem juniorského mužstva týmu Red Bull Salzburg.
Po trénování chorvatské reprezentace se na jaře roku 2016 ujal týmu Eintracht Frankfurt.
V závěru ročníku 2017/18 s ním překvapivě opanoval finále poháru DFB, když porazil Bayern Mnichov 3:1.
Od léta 2018 do listopadu 2019 trénoval právě Bayern. Od roku 2020 do roku 2022 začal trénoval tým  AS Monaco. Od začátku nové sezóny 2022/23 už vede tým VfL Wolfsburg, kde hraje i český útočník Václav Černý.